# Le Lieu
Le Lieu o El Lugar es una comuna suiza del cantón de Vaud, situada en el valle de Joux (distrito de Jura-Nord vaudois).

## Presentación
El municipio está compuesto por tres pueblos : Le Lieu, Les Charbonnières, Le Séchey, y la aldea de Esserts-de-Rive. El municipio está al borde del lago de Joux.